# Arrabajos (syn Aeroposa)
Arrabajos (gr.: Ἀρῥαβαῖος, Arrabaios) (ur. ok. 380, zm. 336 p.n.e.) – książę Linkos z dynastii Bakchiadów. Syn Aeroposa, syna Arrabajosa II, króla Linkos.
Arrabajos wraz z braćmi, Heromenesem i Aleksandrem Linkestesem, został oskarżony o udział w spisku na życie Filipa II, króla Macedonii. Otrzymał na sądzie Macedończyków razem z Heromenesem wyrok śmierci, a Aleksander Linkestes wyrok uniewinniający. Jeżeli była jakakolwiek prawda w oskarżeniu ich o zawiązanie spisku przeciw królowi, wówczas to jest najbardziej prawdopodobne, że byli oni stronnikami Amyntasa IV, byłego króla Macedonii. Arrabajos miał dwóch synów:
- Amyntas, oficer kawalerii Aleksandra III Wielkiego, króla Macedonii
- Neoptolemos